# Miss Tierra 2023
Miss Tierra 2023 fue la 23.ª edición de Miss Tierra. Se llevó a cabo el 22 de diciembre de 2023 en el Vạn Phúc City, Hiệp Bình Phước, Thủ Đức, Ciudad Ho Chi Minh, Vietnam. Mina Sue Choi de Corea coronó a Drita Ziri de Albania al final del evento.

## Antecedentes

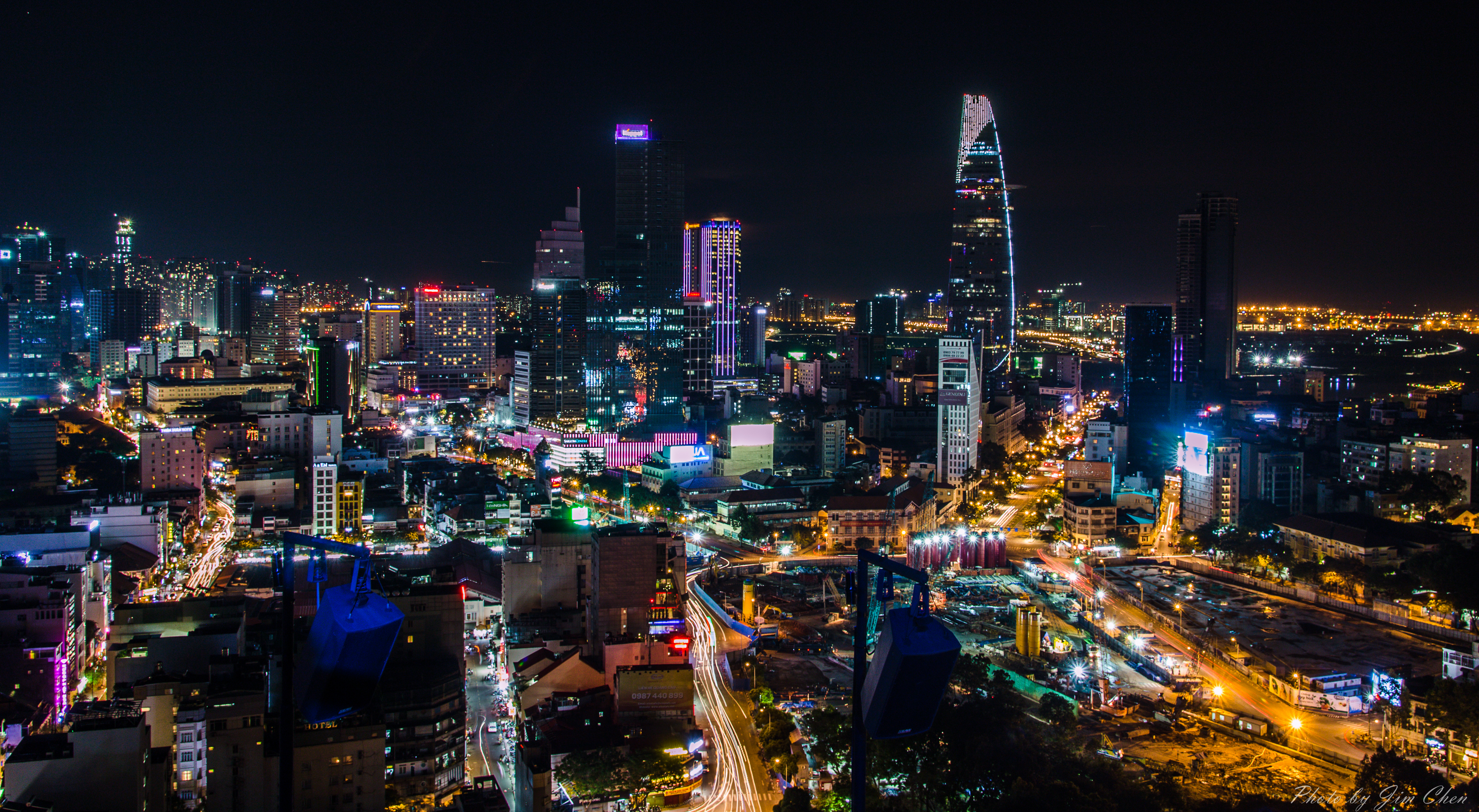
Ciudad Ho Chi Minh, la ciudad sede de Miss Tierra 2023

### Fecha y locación
El 18 de julio de 2022 en la Ciudad Ho Chi Minh, Lorraine Schuck, cofundadora de la Organización Miss Tierra, anunció que Miss Tierra 2023 se llevaría a cabo en Vietnam por segunda vez, la primera en 2010. El certamen se llevaría a cabo en un teatro con capacidad para 8.000 asientos en Nha Trang, Khánh Hòa. El 21 de julio de 2023, la Organización Miss Tierra anunció que el certamen se llevaría a cabo el 16 de diciembre de 2023.
Sin embargo, el 11 de septiembre de 2023, la Organización Miss Tierra anunció que el certamen se llevaría a cabo el 22 de diciembre en lugar del 16 de diciembre, y el lugar se trasladó al Saigon Exhibition and Convention Center en la Ciudad Ho Chi Minh para dar cabida a una audiencia más amplia.
El 16 de octubre de 2023, la organización anunció que el certamen se llevará a cabo en la Ciudad Ho Chi Minh del 1 de diciembre de 2023 al 22 de diciembre de 2023. La Competencia de Trajes Nacionales, que se llevó a cabo en la calle peatonal Nguyen Hue el 2 de diciembre, sirvió como evento de bienvenida al certamen. La presentación del Mejor Proyecto Ecológico se llevó a cabo en el Centro de Convenciones Gem el 4 de diciembre, el Miss Earth 2023 X Fashion Voyage, que son competencias de vestidos de noche y trajes de baño, se llevó a cabo en la ciudad de Van Phuc el 9 de diciembre, y el 14 de diciembre se llevó a cabo la sesión fotográfica de moda y ecoturismo Fashionature. El concurso de talentos tuvo lugar en la Ópera de Saigón el 16 de diciembre.

## Resultados
| Posiciones               | Candidata |
| ------------------------ | --- |
| Miss Tierra 2023         | - Albania - Drita Ziri |
| Miss Tierra - Aire 2023  | - Filipinas - Yllana Aduana |
| Miss Tierra - Agua 2023  | - Vietnam - Đỗ Thị Lan Anh |
| Miss Tierra - Fuego 2023 | - Tailandia - Cora Bliault |
| Top 8                    | - Brasil - Morgana Carlos - Kazajistán - Dilnaz Tilaeva - Países Bajos - Noa Claus - Rusia - Daria Lukonkina |
| Top 12                   | - Indonesia - Cindy Inanto ∆ - Puerto Rico - Victoria Arocho - Sudáfrica - Belindé Schreuder - Venezuela - Jhosskaren Carrizo |
| Top 20                   | - Bélgica - Jolien Pede - Bulgaria - Victoria Lazarova - Canadá - Layanna Robinson - Estados Unidos - Danielle Mullins - India - Priyan Sain - Inglaterra - Jordan-Louise Smith - Mauricio - Hateefa Low Kom - Zimbabue - Courtney Jongwe |

- ∆ Votada por el público de todo el mundo vía internet para completar el cuadro de las veinte cuartofinalistas.

## Premios especiales
| Premio                       | Candidata                             |
| ---------------------------- | ------------------------------------- |
| People's Choice              | - Indonesia - Cindy Inanto            |
| Mejor Vestido de Noche       | - Kazajistán - Dilnaz Tilaeva         |
| Mejor Talento                | - Nueva Zelanda- Caitlyn Dulcie Smyth |
| Mejor Presentación Ecológica | - Europa - Concursantes Europeas      |

| Premio          | Candidata |
| --------------- | --- |
| Mejor Aparición | - Vietnam - Đỗ Thị Lan Anh                                                                                             |
| Top 5           | - Birmania - Soung Hnin San - Camboya - Pouvjessica Tan - Filipinas - Yllana Aduana - Mongolia - Munkhchimeg Batjargal |

### Mejor en Bikini
| Resultado | Resultado      | Candidata                                                     |
| --------- | -------------- | ------------------------------------------------------------- |
| Ganadora  | Ganadora       | - Filipinas – Yllana Aduana                                   |
| Top 8     | África         | - Madagascar - Fifaliana Valisoa - Zimbabue - Courtney Jongwe |
| Top 8     | América        | - Paraguay - Gretha Matiauda - Venezuela - Jhosskaren Carrizo |
| Top 8     | Asia y Oceanía | - Filipinas - Yllana Aduana - Vietnam - Đỗ Thị Lan Anh        |
| Top 8     | Europa         | - Bulgaria - Viktoria Lazarova - Países Bajos - Noa Claus     |

## Candidatas
85 candidatas competirán por el título:
(En la lista se utiliza su nombre completo, los sobrenombres van entrecomillados y los apellidos utilizados como nombre artístico, entre paréntesis; fuera de ella se utilizan sus nombres «artísticos» o simplificados).
| País/Territorio                      | Candidata                             | Edad | Residencia              |
| ------------------------------------ | ------------------------------------- | ---- | ----------------------- |
| Albania                              | Drita Ziri                            | 18   | Fushë-Krujë             |
| Alemania                             | Maike Damrat                          | 22   | Böblingen               |
| Argentina                            | Selene María de los Ángeles Bublitz   | 23   | Corrientes              |
| Armenia                              | Paolin Darbin-Ahangari                | 23   | Ereván                  |
| Australia                            | Helen Vesinia Lātūfeku                | 21   | Sídney                  |
| Bangladés                            | Anika Bushra Mariya                   | 21   | Naogaon                 |
| Bélgica                              | Jolien Pede                           | 26   | Zwalm                   |
| Belice                               | Reyna Choj                            | 21   | San Ignacio             |
| Bielorrusia                          | Karyna Mihailovich Kisialiova         | 26   | Minsk                   |
| Bolivia                              | Ivana Esmeralda Girard Hurtado        | 26   | Santa Cruz de la Sierra |
| Bosnia y Herzegovina                 | Verica Mihajlović                     | 18   | Foča                    |
| Brasil                               | Morgana Arruda Carlos                 | 28   | Icó                     |
| Bulgaria                             | Viktoria Lazarova                     | 24   | Plovdiv                 |
| Camboya                              | Pouvjessica Tan                       | 19   | Stung Treng             |
| Camerún                              | Atem Noella                           | 25   | Lebialem                |
| Canadá                               | Layanna Robinson                      | 18   | Victoria                |
| Chile                                | Ximena Estefanía Huala Alcaíno        | 22   | Buin                    |
| China                                | Mingyang Wang                         | 26   | Shanghái                |
| Colombia                             | Luz Adriana López Ayala               | 26   | Bogotá                  |
| Corea                                | Jang Da-yeon                          | 21   | Daegu                   |
| Croacia                              | Michelle Salome Kursar                | 23   | Pula                    |
| Cuba                                 | Aleida Josefa Pérez                   | 22   | Villa Clara             |
| Dinamarca                            | Silvia Ooi Topholm                    | 22   | Copenhague              |
| Ecuador                              | Naomi Yunim Viteri Flores             | 22   | Santo Domingo           |
| Eslovenia                            | Monica Čavlović                       | 23   | Nova Gorica             |
| España                               | Edurne Fernández                      | 20   | Alicante                |
| Estados Unidos                       | Danielle Mullins                      | 26   | Louisville              |
| Etiopía                              | Hebron Beyene                         | 23   | Adís Abeba              |
| Filipinas                            | Yllana Marie Singin Aduana            | 25   | Siniloan                |
| Francia                              | Enola Godart                          | 22   | Saint-Laurent-de-Neste  |
| Gales                                | Carys Havard                          | 20   | Crickhowell             |
| Ghana                                | Priscilla Asante                      | 27   | Acra                    |
| Grecia                               | Christianna Katsieri                  | 21   | El Pireo                |
| Haití                                | Valentchina Dantes                    | 23   | Puerto Príncipe         |
| Honduras                             | Ariana Elizabeth Gómez Argueta        | 18   | Comayagua               |
| Inglaterra                           | Jordan-Louise Smith                   | 26   | Edimburgo               |
| India                                | Priyan Sain                           | 21   | Jaipur                  |
| Indonesia                            | Cindy Inanto                          | 27   | Medan                   |
| Irlanda                              | Layla Doherty                         | 22   | Ballyliffin             |
| Islas Marianas del Norte             | Jan Zowie Cruz                        | 22   | Saipán                  |
| Islas Vírgenes de los Estados Unidos | Madison Ramsingh                      | 20   | Turtledove Cay          |
| Japón                                | Kilali Oshiro                         | 21   | Okinawa                 |
| Kazajistán                           | Dilnaz Tilaeva                        | 19   | Almatý                  |
| Kenia                                | Abigael Kombo                         | 28   | Nairobi                 |
| Kosovo                               | Leonora Leci                          | 20   | Pristina                |
| Laos                                 | NouLao Wamenglor                      | 22   | Phonsavan               |
| Liberia                              | Cassandra Yaa Peters                  | 27   | Monrovia                |
| Madagascar                           | Valisoa Fifaliana Ratsimbazafy        | 18   | Ambohimangakely         |
| Malasia                              | Nurul Nadira (Isaac) Kamarul Nizam    | 22   | Penang                  |
| Mauricio                             | Hateefa Low Kom                       | 25   | Rivière du Rempart      |
| México                               | Martha Daniela Landín Camarillo       | 28   | Aguascalientes          |
| Mongolia                             | Munkhchimeg Batjargal                 | 25   | Ulán Bator              |
| Montenegro                           | Tina Krulanović                       | 19   | Nikšić                  |
| Myanmar                              | Soung Hnin San                        | 18   | Rangún                  |
| Namibia                              | Martha Kautanevali                    | 26   | Edundja                 |
| Nepal                                | Rainyusha Majgaiya                    | 27   | Dang                    |
| Nigeria                              | Shelly Uzoagba Ugoma                  | 24   | Imo                     |
| Noruega                              | Emilie Natalia Svendby                | 20   | Brumunddal              |
| Nueva Zelanda                        | Caitlyn Dulcie Smythe                 | 23   | Auckland                |
| Países Bajos                         | Noa Claus                             | 20   | Enschede                |
| Pakistán                             | Kapotaqkhy Chanchala                  | 26   | Karachi                 |
| Palestina                            | Yara Bishi                            | 22   | Nazaret                 |
| Paraguay                             | Gretha Milagros Estigarribia Matiauda | 22   | Asunción                |
| Perú                                 | Nancy Petrolina Salazar Ruiz          | 23   | Piura                   |
| Polonia                              | Ewa Jakubiec                          | 27   | Breslavia               |
| Portugal                             | Carlota Lobo                          | 18   | Viana del Alentejo      |
| Puerto Rico                          | Victoria Alejandra Arocho del Valle   | 21   | Caguas                  |
| República Checa                      | Kristýna Pavlovičová                  | 20   | Strakonice              |
| República Dominicana                 | Elianny Alexandra Capellán Serra      | 28   | Samaná                  |
| Reunión                              | Shanel Malouda                        | 19   | Saint-Denis             |
| Rumania                              | Georgiana Catalina Popescu            | 27   | Bucarest                |
| Rusia                                | Daria Lukonkina                       | 19   | Nizhni Nóvgorod         |
| Serbia                               | Andjela Vanevski                      | 19   | Belgrado                |
| Sierra Leona                         | Mary Juliet Sia Kanessie              | 20   | Freetown                |
| Singapur                             | Pang Xue Jing                         | 23   | Ciudad de Singapur      |
| Sri Lanka                            | Viyana Pietersz                       | 28   | Ragama                  |
| Sudáfrica                            | Belindé Bella Schreuder               | 27   | Centurion               |
| Sudán del Sur                        | Alak Bech Malak Mercedes              | 22   | Yuba                    |
| Tailandia                            | Cora Hope Bliault                     | 19   | Chiang Mai              |
| Trinidad y Tobago                    | Shalyma Boisselle                     | 25   | St. James               |
| Ucrania                              | Anastasia Feier                       | 21   | Úzhgorod                |
| Venezuela                            | Jhosskaren Smiller Carrizo Orozco     | 29   | Barquisimeto            |
| Vietnam                              | Đỗ Thị Lan Anh                        | 26   | Hanói                   |
| Zambia                               | Kunda Mwamulima                       | 26   | Lusaka                  |
| Zimbabue                             | Courtney Tadiwanashe Jongwe           | 21   | Mutare                  |

### Candidatas retiradas
- Austria - Zoe Müller
- Fiyi - Sera Volavola
- Guadalupe - Kéri-Yanne Chipan
- Kirguistán - Aiperi Keneshbekova
- Lesoto - Refiloe Guthrie Makoae
- Líbano - Tatyana Alwan
- Panamá - Nicole Castillero González
- Senegal - Coumba Sande

## Sobre los países de Miss Tierra 2023

### Naciones que se retiran de la competencia
- Austria
- Burundi
- Cabo Verde
- Escocia
- Estonia
- Hong Kong
- Irak
- Irán
- Kirguistán
- Macedonia del Norte
- Malta
- Panamá
- República Democrática del Congo
- República Eslovaca
- Senegal
- Uganda

### Naciones que regresan a la competencia
Compitió por última vez en 2014:
- Madagascar

Compitió por última vez en 2018:
- Trinidad y Tobago

Compitió por última vez en 2019:
- Kazajistán

Compitieron por última vez en 2020:
- Alemania
- Honduras
- Islas Vírgenes de los Estados Unidos
- Liberia

Compitieron por última vez en 2021:
- Armenia
- Bangladés
- Camboya
- Dinamarca
- Islas Marianas del Norte
- Kenia
- Myanmar
- Paraguay
- Ucrania